# Universitat Gabriele d'Annunzio
La Universitat Gabriele d'Annunzio (en italià Università degli Studi Gabriele d'Annunzio) és una universitat situada a Chieti i Pescara, fundada el 1965, i que compta amb 30.000 estudiants. Està dividida en 12 facultats.